# 우드스톡 페스티벌

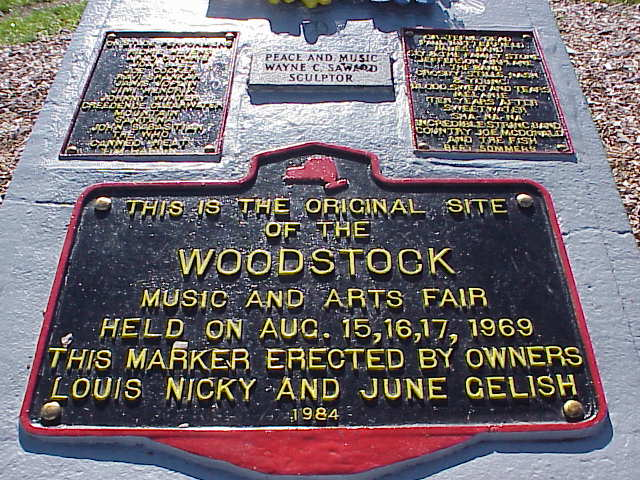
1984년 건립된 15주년 기념비

우드스톡 페스티벌(Woodstock Festival)은 1969년 8월 15일부터 3일간 미국 뉴욕 주의 베델 평원에서 개최된 축제이다. 정식 명칭은 The Woodstock music and art fair 1969이다.

## 1969년 우드스톡 페스티벌
우드스톡 페스티벌(Woodstock Music and Art Fair)은 1969년 8월 15일부터 3일간 뉴욕주 북부 베델 근처 화이트 레이크의 한 농장에서 '3 Days of Peace & Music'이라는 구호 아래 음악 페스티벌이 열렸다. 입구를 부수고 들어간 사람의 수가 너무 많아서 정확한 수치는 알 수 없지만 30만명 이상의 사람들이 농장으로 몰려갔다고 전해진다.
우드스톡은 음향 시설이 형편없었고 음식과 물과 화장실도 턱없이 부족했다. 게다가 폭우가 쏟아져 농장은 거대한 진흙뻘 같았다. 하지만 이런 열악한 상황도 우드스톡에 이르러 절정에 달한 미국의 히피문화, 즉 반문화 공동체의 열기를 누그러뜨리진 못했다. 부족한 샤워 시설과 폭우는 천진난만하게 물장구를 칠 물 웅덩이로 대체되었으며 진흙 뻘은 히피들의 낭만적인 놀이터가 되었다. 사랑과 평화의 모토를 단 그곳은 '우드스톡네이션'으로 명명되었다.
우드스탁 페스티벌은 4명의 젊은이들(존, 조엘, 아티, 마이클)이 돈을 대고 기획을 해서 드디어 1969년 8월 15일부터 열리게 되었다. 사실 우드스톡 페스티벌은 지역 당국과 주민들의 반발로 인해 공연 자체가 무산될 위기에 처했으나 인근 지역에 살고 있던 막스 야스거라는 사람이 자신이 소유한 농장을 제공하여 무사히 공연이 개최될 수 있었다.
우드스톡 페스티벌은 모든 장르의 록음악이 총집결한 한바탕의 잔치였다.

#### 배경
1969년은 미국 내의 여러 사회문제들이 불거질 대로 불거진 해였다. 인종차별, 베트남 전쟁 참전에 대한 반전시위 등으로 상당히 혼돈스러웠으며 60년대 초의 젊은 계층의 저항 정신은 약화되고 2차대전 직후에 태어난 베이비붐 세대는 소위 '꽃 운동(Flower Movement)'에 동참하며 히피족이라 불리게 되었다. 그들은 반전, 사랑, 평화를 외치지만 적극적인 의미의 사회참여가 아니라 도피적이자 이상향만을 찾는 소극적인 계층이었다.
우드스톡 페스티발이 열린 사흘 동안 우드스톡은 공연을 즐기고, 마약을 마음껏 즐기고, 사랑이 넘쳐나는 그들만의 공화국이자 해방구였다고 할 수 있다. 당시 기성세대와 정부가 이 행사를 곱게 볼리 없었고, 언론의 힘이 컸던 시대였던 만큼 여론도 좋지 않았다. 하지만 히피가 주축인 관객들은 악천후와 열악한 환경 속에서도 별다른 사고 없이 그들의 열린 세상을 즐겼다. 최근 다시 열린 우드스톡 공연의 난장판과 비교하면 당시의 참여한 관중들이 어떤 세계관을 가지고 있었는지 짐작을 할 수 있다.

## 경제적인 영향
우드스탁 페스티벌은 거대한 규모의 페스티벌의 상업적 성공의 전례가 되었다. 뮤지션의 높은 개런티(후와 그레이트풀 데드는 현금으로 1만 5천 달러를 요구했다)와 입구를 부수고 무임승차한 청중으로 인해 페스티벌 자체는 130만 달러의 큰 손실을 기록했다. 하지만 개봉 첫 5주 동안만 2천 5백만 달러를 벌어들인 영화[Woodstock]의 3장짜리 사운드트랙과 비디오 출시가 이어져 결과적으로 우드스톡은 총 5천만 달러라는 엄청난 수익을 남겼다.

## 사회적인 영향
우드스톡에서 미국 국가 [Star Spangled the Banner]를 조롱하던 지미 헨드릭스의 호기롭던 연주는 알타몬트(Altamont)의 사건으로 극적으로 반전되었다. 1969년 전미 투어를 마친 롤링 스톤스는 팬들을 위한 무료 콘서트를 열었는데, 공연 하루 전에 장소가 바뀌었음에도 불구하고 약 30만명이 샌프란시스코 남동쪽 알타몬트 고속도로 변으로 몰려들었다. 그런데 롤링 스톤스의 공연 막바지에, 경비대로 고용된 오토바이족 헬스 앤젤스(Hell's Angels)가 한 흑인 청년을 살해하는 사건이 일어났고 그 광경은 투어 필름에도 담겼다. 우드스톡에서도 사망자가 나왔지만 낭만주의적 청년 문화의 화려함에 묻혀 잊혀진 바 있다. 그러나 알타몬트의 사건은 곧 이슈화되었고, 언론과 기성 세대의 집중 포화를 맞았다. 몬터레이 이후 여러 페스티벌에서 약물과 소요에 의해 사상자가 발생해왔지만, 알타몬트의 비극은 1960년대, 히피 반문화의 끝을 보여준 너무나 상징적인 사건이 되었다. 그리고 그것은 1960년대 록 이데올로기의 한 단면을 드러낸 것이었다.
몬터레이와 우드스탁은 청년들을 하나의 문화 블록으로 형성시켰고, 1960년대의 낙관주의와 청년 연대의 상징이 되었다. 우드스탁은 그들에게 다시 돌아갈 수 없는 이상향 혹은 향수의 대상이 되었다. 우드스탁 페스티벌이 1969년 미국, 변화에 대한 갈망으로 끓어오르던 시기의 미국에서 열린 것은 결코 우연이 아니었다. 그것은 1960년대 카운터컬처와 반전운동을 상징하는, 20세기의 가장 큰 문화적 사건이었다.

## 우드스톡을 기억하며, 테이킹 우드스탁
우드스톡을 회고하는 책과 영화는 그간 많았는데, 엘리엇 타이버의 회고록인 테이킹 우드스탁은 한때 무산 위기에 처했던 우드스톡 페스티벌이 어떻게 무사히 열려 전설로 남게 되었는지에 관한 폭소와 눈물 가득한 뒷이야기이다.
엘리엇 타이버는 누구인가? 우드스탁에 관한 자료는 엄청나게 많지만 거기서 그의 이름은 전면에 등장하지 않는다. 그는 우드스탁을 개최한 4인방도 아니고, 자신의 농장을 콘서트 장소로 제공한 통 큰 농장주도 아니고, 페스티벌을 수놓았던 쟁쟁한 뮤지션은 당연히 아니다. 하지만 그가 없었더라면 우드스톡 호는 좌초했을지도 모른다. [테이킹 우드스탁]은 우드스탁을 가능하게 했던 한 청년, 그러나 그 자신이야말로 우드스탁으로 인해 전혀 다른 인생을 살게 되었노라고 고백하는 청년의 이야기다.
테이킹 우드스탁은 브로크백 마운틴 색, 계로 전성기를 구가하고 있는 이안 감독에 의해 영화화되기도 했다. 대만 출신이지만 미국에서 공부하고 영화 작업을 하는 이안 감독은 아이스 스톰으로 1960년대의 변화의 물결이 사그라지고 물질적 풍요 속 정신적 허무가 지배하던 1970년대 미국사회의 스산한 풍경을, 브로크백 마운틴으로 게이 카우보이들의 비극적 사랑을 그려낸 바 있다. 미국사회 속 이방인이라는 위치가 무색하게 미국 문화에 대한 깊은 이해와 성찰을 보여준 그는 미국 역사상 가장 의미심장한 해인 1969년을 그린 테이킹 우드스탁으로 2009년 칸 영화제 경쟁부문에 진출하기도 했다. 테이킹 우드스탁은 한국에서 2010년 6월 말 개봉 예정이다.
테이킹 우드스탁 한국판은 독특한 글쓰기와 가사 번역으로 유명한 팝 칼럼니스트 성문영 씨가 번역을 맡아 음악에 대한 해박한 지식과 위트 넘치는 번역으로 촌철살인의 유머와 감동을 고스란히 살려냈다.

#### 엘리엇 타이버는 누구인가?
본명은 엘리야후 타이크버그. 그는 압도적인 종교적 아우라에 짓눌려 사는 유대인과 이탈리아인들이 대부분인 뉴욕 브룩클린 벤슨허스트에서 성장했다. 각각 오스트리아와 러시아 출신의 유대계 이민자였던 부모님은 독특한 교육철학과 투철한 절약정신을 가진 이들이었는데, 아버지는 자식 교육이라면 일단 매질부터 하고 봤고 어머니는 블랙홀보다 강한 흡입력으로 돈을 빨아들이는 수전노였다. 엘리엇은 늘 멍청하고 뚱뚱하다는 말을 들으며 자라 애정 결핍에 자신감 부족인데다, 돌아가신 외할아버지에게서 텔레파시를 받는다는 엄마의 뜻에 따라 랍비 신학교 `예시바`에 보내져 제대로 된 동네친구 하나 사귀지 못한 채 고독한 유년 시절을 보낸다.
그러다 부모님의 잡화점 쇼윈도 디스플레이를 하다 미술에 재능을 보이게 되면서 헌터 칼리지에 진학한다. 그 시절 그는 마크 로스코, 애드 라인하트, 지미 에른스트 등 훗날 현대미술의 거장에 오른 이들과 어울리지만, 당시 그들은 하나같이 무명의 빈털터리에 어두운 예술적 열정에 집어삼켜진 자들이었다. 고생은 자라면서 충분히 했다고 생각한 그는 예술가로서의 길을 포기하고 맨해튼에서 인테리어 디자이너로 자리잡는다. 하지만 뉴욕주 북쪽의 베델에서 모텔 사업을 운영하는 부모님의 SOS신호를 차마 무시하지 못하고 가업을 떠맡게 되면서 그는 자신이 `타이크버그 가의 저주`라 부르는 굴레를 자진해서 짊어지게 된다.
한편 엘리엇에게는 아무도 모르는 또다른 삶이 있다. 열한 살 무렵부터 타임스 스퀘어의 영화관들을 들락거리다 그곳에서 동네 형과 첫경험을 치른 그는 그곳이 온갖 섹스 행각이 벌어지는 장소임을 알게 된다. 하지만 어두운 극장에서 낯선 상대와 벌이는 섹스에 눈뜬 그가 정작 동성애자로서의 정체성을 자각하게 된 건 대학 입학 무렵이다. 대학 졸업 후 그는 맨해튼에서 디자이너로 활동하면서 작가 테네시 윌리엄스, 트루먼 카포티, 사진가 로버트 메이플소프 등 게이 예술가들과 교류하거나 섹스 상대로 스쳐지나간다. 동성애를 교정 가능한 정신병으로 간주하던 시절, 그는 사회로부터 거부당한 동성애자들이 내면화된 동성애혐오에 좀먹어드는 황폐한 광경을 목격한다.
그렇게 주중에는 맨해튼에서 게이 인테리어 디자이너로, 주말에는 베델에 내려와 이성애자 사업가로, 그는 이중의 삶을 살아간다. 무려 십사 년 동안이나. 설상가상으로 베델이 뉴요커들의 근거리 휴양지로 각광받다가 쇠퇴일로를 걷기 시작할 무렵 그곳에 모텔을 사들인 나의 부모님은 텅 빈 에어컨 박스, 전화선이 연결되지 않은 전화기, 시트 세탁을 외국말로 아는 청결상태, 무뚝뚝하기 그지없는 손님접대로 장사를 하는 배짱 두둑한 분들이다.
비밀스런 이중생활과 경제적 파탄에 짓눌리던 그는 80킬로미터밖에 떨어지지 않은 뉴욕주 월킬에서 대규모 뮤직 페스티벌이 열릴 예정이라는 소식을 듣고 공연 개최권을 놓친 것에 아쉬워한다. 그런데 몇 만 명이나 되는 히피와 섹스와 마약이 판치는 광경을 떠올린 월킬 시의회가 공연 허가를 취소하자, 그는 이것이야말로 하늘이 주신 기회라며 곧장 한 통의 전화를 건다. 그리고 얼마 지나지 않아 마이클 랭이 이끄는 우드스탁 주최 팀과 운명적으로 조우한다. 하지만 우드스탁 팀은 습지가 대부분인 모텔 부지는 공연에 적합하지 않다는 판정을 내리고, 절박해진 그는 평소 친하게 지내던 맥스 야스거의 농장을 공연 장소로 추천한다.
그렇게 극적으로 베델에 우드스탁 페스티벌을 유치하게 되면서 엘리엇은 오랜 꿈을 이루게 된다. 뮤직 페스티벌을 개최해 모텔을 숙박지로 제공함으로써 수익을 올리고, 그 길로 모텔을 어떤 바보 부자한테 팔아치우는 꿈을. 하지만 우드스탁은 그 소박한 꿈을 이루어주는 데서 그치지 않았다. 그 축제는 엘리엇 타이버를, 그의 부모님을, 그가 살던 구닥다리 시골인 베델을, 미국이라는 나라를 바꿔놓는 거대한 흐름이 되었다. 우드스탁 페스티벌은 성난 베델 주민들도, 돈벌이 기회를 노리는 마피아도, 걸핏하면 규정을 들먹이는 당국도, 그 누구도 제어하지 못하는, 그 자체로 살아 움직이는 생명체이자 우드스탁 네이션, 즉 새로운 세대의 출현을 알리는 선포였다.

## 2010 우드스톡 코리아
2010년 봄, `우드스탁 코리아의 개최 여부`에 대한 관심이 쏠렸다. 한 관계자가 웹상에 개최 소식을 올리면서 소문은 일파만파로 퍼져나갔고, 그 진위 여부를 두고 온갖 추측이 난무했다. 공연이 시작되는 그 순간까지는 어찌 될지알 수 없다는, 그간 국내 음악팬들이 겪은 쓰라린 경험은 이런 공방을 더욱 부채질했다. 그러나 1969년 우드스탁 페스티벌의 개최자 중 하나인 아티 콘펠드가 자신의 트위터에 인사말을 올리고 공연을 기획한 국내 기획사가 기자회견을 예고하면서 일단 우드스탁 코리아의 역사적인 개최는 기정사실이 되었다. '한국판 우드스탁'이 현실화될 조짐이 보이는 것이다. 연합뉴스 보도에 따르면 경기도 관계자는 “8월 6~8일 경기도 파주시 평화누리공원에서 국내외 음악가들이 참가하는 대형 페스티벌‘우드스탁 2010’을 개최하는 것을 현재 검토 중”이라고 말했다고 한다. 밴드 라인업도 현재 협의 중인 것으로 알려졌다. 이미 오픈된 우드스탁 홈페이지에는 한국에서 ‘우드스탁 2010’이 8월 6일부터 8일까지 3일간 개최된다는 간단한 공지가 올라왔다.‘With the Father of Woodstock’이라는 문구가 함께 올라와, 우드스탁 페스티벌 최초 기획자인 아티 콘펠드(Artie Kornfeld)가 ‘우드스탁 2010’기획에도 참여함을 암시했다.
특히, 아티 콘펠트는 지난 18일 자신의 트위터에 “8월 한국 우드스탁에서 봅시다(see y ou at woodstock korea artie kornfeld august)”라는 글을 올린 바 있어서 더욱 관심이 집중된바 있다. 이미 국내에도 펜타포트, 지산, ETPFEST 등 대규모 음악 페스티벌들이 자리잡은 지도 꽤 되었고 점점 더 많은 페스티벌들이 열리고 있지만, 우드스탁 코리아 페스티벌 개최 소식이 음악팬들에게 미치는 여파는 남다르다. 음악 페스티벌이 단순히 음악을 듣고 공연을 즐기는 이벤트가 아니라, 음악을 통해 '차이가 공존하는 세상'을 가장 강력하고도 아름다운 방식으로 보여주는 장이라면 이 모든 시작에는 우드스탁 페스티벌이 있기 때문이다. 우드스탁 코리아는 현실화가 되었으며 SK M&C 주관 하에 8월 6일부터 9일까지 경지도 파주시 임진각 평화누리공원에서 열리기로 확정되었으며 공연 티켓 예매도 진행되었었다. 하지만 주관사는 공연을 1주일 남겨두고 7월 30일, 공연 취소를 발표한다. 주관사에 따르면 29일 미국 우드스탁벤처스가 '우드스탁' 명칭 사용과 관련된 표지사용가처분 신청을 제기한 데다 공연 기획에 필요한 비용이 확보되지 않아 행사를 취소한다고 밝혔다. 또한, 공연 취소 발표 전부터 홍보과정에서 참여하기로 발표한 넥스트, 심플 플랜의 소속사에 따르면 출연에 대한 계약 어떠한 합의도 이루어지지 않았다고 한다.